# Korguz
Korguz, transliterat Körguz, fou un governador mongol (d'ètnia uigur) del Khurasan entre 1235 i 1242.
Emcara que tenia un nom cristià (Jordi, Georgius), era budista i originari de la región de Bechbaligh (Goutchen, Xian de Jimsar). Tenia fama de lletrat el que li va permetre entrar a la casa de Joci Khan que li va encarregar l'educació dels seus fills.
A la mort de Txingtemur, commandant militar del Khurasan, Ogodei li va encarregar el cens i la recaptació d'impostos en aquest territori. El 1236, el gran kan Ogodei li va demanar d'aixecar el país. Körguz va residir a Tus, població que va fer reconstruir i va aconseguir reviscolar el territori que havia quedat àmpliament despoblat per les massacres de Genguis Khan. Va aturar la massacre de la població iraniana i el saqueig de les viles i les entregues de béns més enllà del tributs establerts i va repoblar les ciutat en vies de despoblament com Herat. Va forçar als senyors mongols a enviar la major part del seus tributs directament al gran kan. A causa de les seves mesures la regió es va començar a recuperar i la seva economia va agafar embranzida.
Körguz va protegir als musulmans i finalment es va acabar convertint. A la mort d'Ogodei el 1241, la influència a la cort va passar a la facció oposada a Korguz, i aquest fou cridat davant la regent Toragana. Arghun Agha fou el encarregat d'arrestar al general-governador i portar-lo a Mongòlia; Korguz fou entregat pels comandants militars al seu adversari Kara Hülegü que el va fer matar (1242) per una antiga ofensa. Arghun Agha va rebre el govern del Khorasan, Iran i Irak (a l'oest de l'Oxus fins Anatòlia).